# 55e division d'infanterie de marine
Pour les articles homonymes, voir 55e division.
La 55e division d'infanterie de marine (en russe : 55-я дивизия морской пехоты) est une grande unité d'infanterie de la Marine soviétique puis russe. Créée en 1968 et rattachée à la flotte du Pacifique, la division est dissoute en 2009.

## Historique

### Division soviétique (1968-1991)

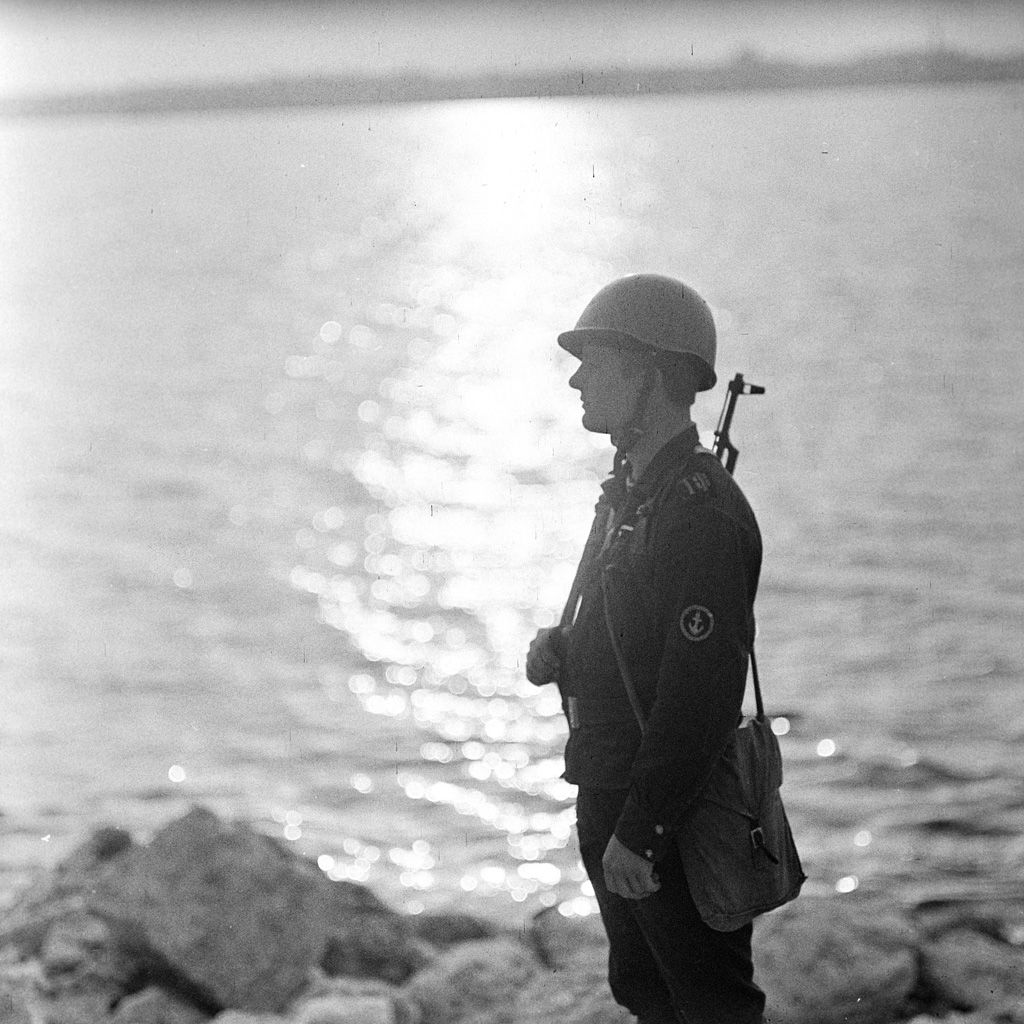
Sentinelle de la flotte du Pacifique en 1974.

La division est créée le 1er décembre 1968 à partir du 390e régiment d'infanterie de marine, lui-même mis sur pied en décembre 1963 à Slavianka à partir du 390e régiment de fusiliers motorisés de la 56e division de fusiliers motorisés.
En garnison à Vladivostok et comptant un effectif de 7 000 personnes, la nouvelle division est constituée des unités suivantes :
- 106e régiment d'infanterie de marine (mis sur pied en 1966),
- 165e régiment d'infanterie de marine (mis sur pied en janvier 1968),
- 390e régiment d'infanterie de marine,
- 150e régiment de chars (mis sur pied en 1966),
- 921e régiment d'artillerie (mis sur pied en 1966),
- 336e groupe (divizion) d'artillerie antiaérienne,
- 331e groupe d'artillerie automotrice,
- 129e groupe d'artillerie à roquettes,
- 263e bataillon de reconnaissance,
- 509e bataillon du génie aéroporté,
- 1484e bataillon de transmissions,
- 91e compagnie médico-sanitaire,
- 171e compagnie de transport automobile.

Dès 1970, le 263e bataillon de reconnaissance et un bataillon du 165e régiment reçoivent un entraînement aéroporté. La division est renforcée en 1977 par un bureau du département spécial et en 1978 par une compagnie de commandement.
En novembre 1977, des éléments de la division assurent l'évacuation hors de Mogadiscio des ressortissants soviétiques lors de la guerre de l'Ogaden. Ils protègent également l'évacuation l'année suivante du port de Berbera. Un peloton de chars soutient l'offensive éthiopienne sur Massaoua.
En 1979, le 240e bataillon de réparation et d'entretien est créé, ainsi qu'une compagnie de défense chimique, le 336e groupe antiaérien et ses canons ZSU-23-4 sont intégrés dans le 921e régiment d'artillerie, la 171e compagnie de transport devient le 1092e bataillon logistique et la 91e compagnie médico-sanitaire le 316e bataillon médical.
En 1980, 300 hommes des 165e et 390e régiments mènent un exercice de débarquement grandeur nature sur l'île de Socotra défendue par les forces du Yémen du Sud. 
En 1983, tous les ZSU-23-4 sont remplacés par des 9K33 Osa, l'un des bataillons du 150e régiment de chars est rééquipé de chars légers amphibies PT-76 et le 331e groupe d'artillerie automotrice est renommé 1623e groupe antichar (deux batteries de canons de 100 mm BS-3 et une batterie de lance-missiles antichars 9M113 Konkours). En 1984, des éléments du 165e régiment participent à un échange avec le Vietnam et mènent une démonstration de débarquement sur la baie de Cam Ranh.

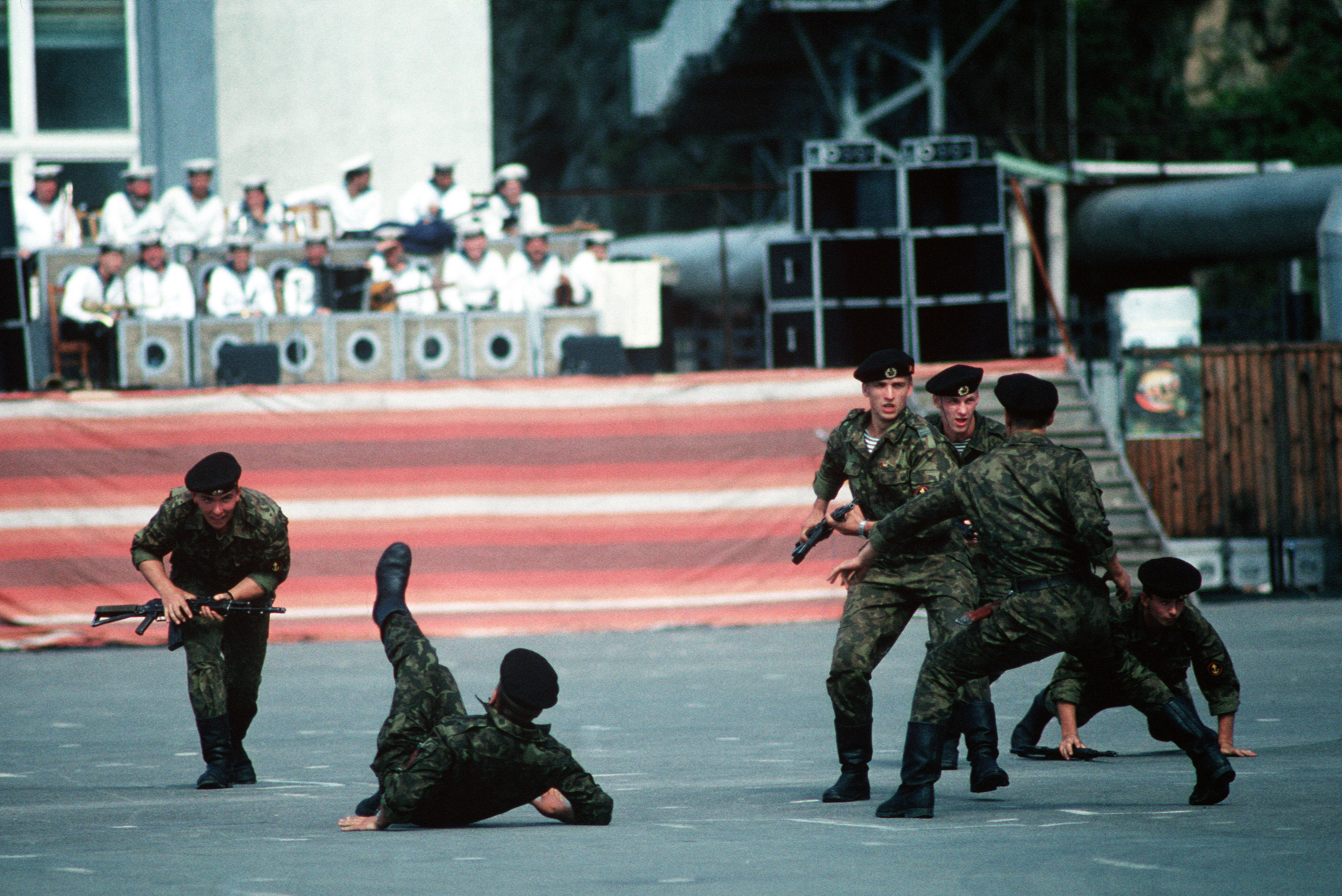
Militaires soviétiques de la d'infanterie de marine à Vladivostok en 1991.

En 1986, le 106e régiment d'infanterie de marine est réduit au statut d'unité cadre (unité à effectifs réduits destinée à être mise sur pied en cas de mobilisation). Cette même année, un groupement du 390e régiment s'installe sur l'île de Nokra (en), à l'occasion de la guerre civile du Yémen du Sud.
En 1989, la division compte 153 chars T-55A, 207 transports BTR-60PB et BTR-80, 48 canons automoteurs 2S1 Gvozdika, 24 automoteurs 2S3 Akatsia, huit automoteurs 2S9 Nona-S, quatre automoteurs 2S23 Nona-SVK et 18 lance-roquettes multiples BM-21 Grad. Cette année, le 150e régiment de chars est réduit et devient le 84e bataillon de chars tandis que le 129e groupe fusionne dans le 921e régiment d'artillerie.

### Division russe (1992-2009)

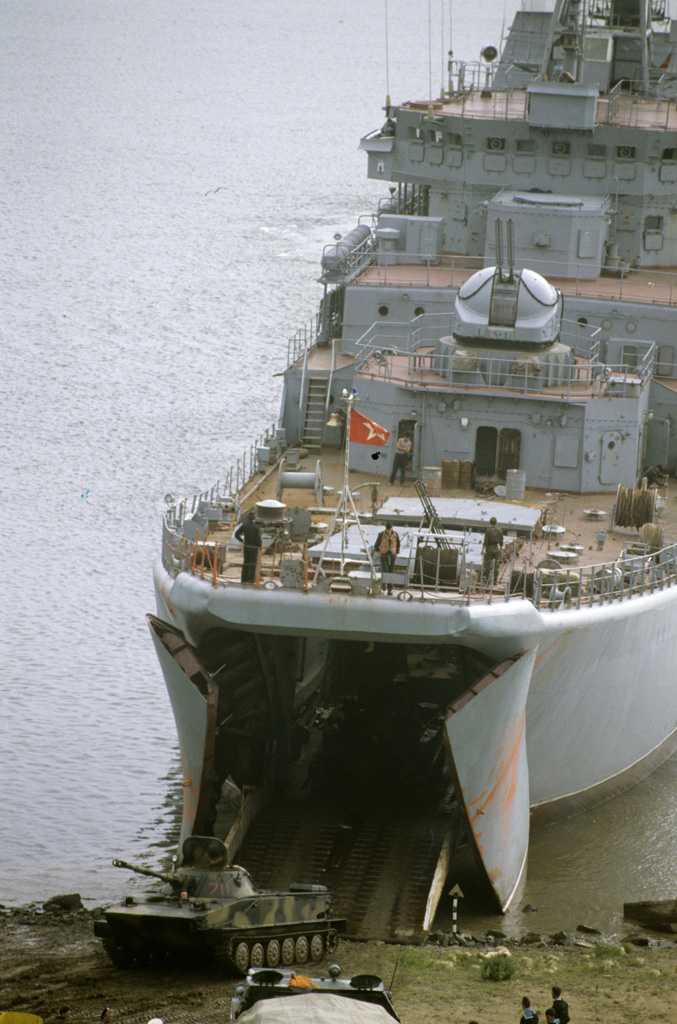
Char léger PT-76 débarquant du navire de débarquement Amiral Nevelskoï dans le kraï du Primorié en 1992.

La division mène des missions de combat en Tchétchénie pendant la première guerre russo-tchétchène. Tout d'abord, le 165e régiment d'infanterie de marine est déployé, suivi du 106e régiment d'infanterie de marine renforcé, qui opère dans les contreforts et les régions montagneuses de la Tchétchénie. Plus de 2 400 militaires ont reçu des décorations ou des médailles, 63 fantassins sont morts au combat et cinq d'entre eux seront titrés héros de la fédération de Russie.
Le 165e régiment d'infanterie de marine reçoit le titre honorifique Уссурийский казачий (cosaques de l'Oussouri).
Le 84e bataillon de chars est dissous en 1998. La division opère à nouveau lors de la seconde guerre de Tchétchénie (1999-2000).

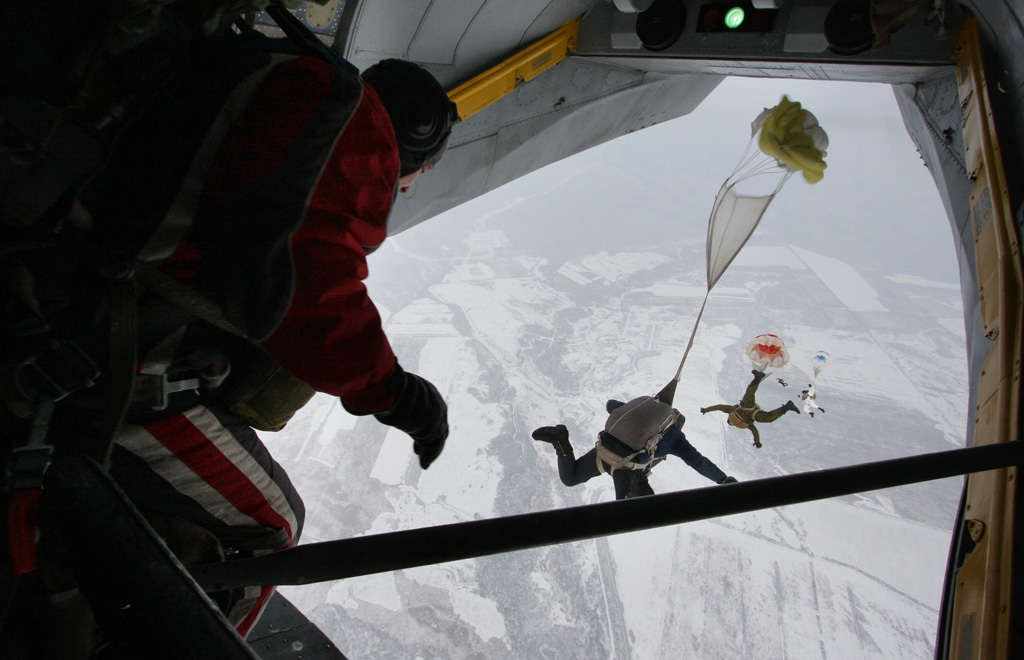
Parachutistes de la division en 2009.

La division est dissoute le 1er décembre 2009, devenant la 155e brigade d'infanterie de marine,.

### Nouvelle formation en 2023
La recréation de la division est annoncée en avril 2023, sans être confirmée.